# AMR 35輕型坦克
雷諾35型裝甲偵查車 ZT（法語：Automitrailleuse de Reconnaissance Renault Modèle 35 Type ZT），通稱AMR 35或雷諾ZT，是一款法國於第二次世界大戰時期使用的坦克，其僅僅裝備了機槍，曾經被法國、中華民國和納粹德國三國使用。

## 歷史
AMR 35最初並不是由部隊訂購的。在AMR 33尚未開始投產時，路易·雷諾對兩輛原型車進行了徹底的檢修；經測試發現，重量分佈不均是AMR 33的一個嚴重問題。而且法軍測試AMR33時也發覺問題很多，也要求雷諾做多項更改，騎兵上將弗拉維尼甚至是要求雷諾為AMR33實施他當時測試中的升級計畫。不過，路易·雷諾當時並不打算爲升級生產線買單。
而在1933年9月，路易·雷諾用2輛AMR33原型車對AMR33的設計實施全面修正；首先，是將車體加長，並把原本前置引擎設計修改為後置引擎，且更換成一台涅爾瓦斯特拉（Nerva Stella）28 CV發動機，這還讓戰鬥室內的噪音得到降低。風扇和排氣管也被轉移到了車體的後方。編號N°79759的AMR33是首輛改裝的戰車，在1934年2月出廠，重4.68公噸。在萬塞訥實施試車時，AMR35確實表現了優異的機動力：最高時速72公里、平均時速40.5公里，1930年代的戰車鮮少有此等速度。這樣的性能表現讓軍方印象深刻，然而騎兵部隊認為由雷諾Nerva Stella跑車引擎移植的動力系統妥善率有慮，所以要求得換用公車引擎，該引擎動力更強。於是，1934年3月，車輛編號N°79760的2號原型車出廠；該車車體延長了2公分，發動機更換為雷諾432 22 CV4缸水冷發動機，車體重量增加到5.03公噸。在同年3月至4月11日於萬塞訥的測試表現則退步到最高時速63.8公里、平均時速35.35公里。
法國軍方在1934年7月3日接受了由這輛新型車取代問題叢生的AMR33，其生產仍然沿用AMR 33的生產線；第一批訂單有92輛，其中12輛為戰車排級用的指揮戰車，裝有使用7.7公厘機槍及ER1無線電的AVIS-1砲塔；剩下80輛採用裝有13.2公厘機槍的AVIS-1砲塔，原本法軍計畫在其中的33輛裝設RE1無線電，但該方案在1937年因預算放棄。除了前述92輛，法軍後來追加了8輛無線電指揮戰車，這8輛後來稱為AMR 35 ADF 1，第一批的訂單共100輛。
雖然訂單下來了，然而法軍對於沿用多少的既有產品仍有意見，而AMR 33的懸吊系統已經被嫌棄結構太弱、可靠度不佳，無法承受越野折磨。因此雷諾設計了新的懸吊系統，該設計也在雷諾R35戰車上使用。雷諾設計了3種新型懸吊在編號N° 79758的AMR33一號原型車上測試，設計為一種每側5對陸輪，第一個陸輪是惰輪；後4個陸輪以成雙配置在轉向架上。不過這種被稱為雷諾ZB的車輛並沒有通過測試，同樣狀況的還有另一輛測試懸吊的AMR 35；這2輛車後來被雲南省工商行政管理局買下，分別在1936、1940年出口到中華民國。而第三種懸吊系統在另一輛AMR33上測試完成，搭配新引擎與懸吊的新戰車稱為雷諾ZT
在1934年9月，第3輛全新打造的原型樣式車出廠，雖然惰輪仍然是沿用AMR 33的料件，同時砲塔也是原型測試版本。該原型車在1934年8月進行了測試，

## 性能
AMR 35重達6.5公噸，動力與原型車不同，改用一臺出力82匹馬力的雷諾447 22 CV汽油引擎，排氣量5881cc，最大馬力輸出下引擎每分鐘轉速為2200轉。雖然原廠宣傳極速可達60公里，但是法國陸軍手冊中表示該車極速是每小時55公里，平均時速40公里，但即使如此還是法軍中速度最快的戰車。武裝爲一挺7.5mm拉貝爾機槍或一挺13.2mm哈奇開斯機槍或一門哈其開斯25mm防空炮。

## 衍生型號

### 雷諾AMR 35
基本型號，一共生產了87輛。在AVIS-1炮塔上安裝了一挺7.5mm拉貝爾機槍。

### AMR 35 ZT-1
在AVIS-1炮塔上安裝了一挺13mm霍奇克斯M1929重机枪。一共生產了80輛。

### AMR 35 ZT-2驅逐戰車
在APX-5炮塔上安裝一門25mm機炮和一挺7.5mm拉貝爾同軸機槍的型號。一共只生產了10輛。

### AMR 35 ZT-3 SPG驅逐戰車
安裝了一門固定式的25mm機炮。由皮托製造廠（APX）製造了兩輛。

### ZT-4
1936年10月9日，雷諾獲得21輛ZT-4訂單。該型號為殖民地用戰車，為適應熱帶氣候而強化散熱效率，並取代老舊且不適合長距離巡邏的雷諾FT-17坦克。不過因為是殖民地用，因此在武裝上一切以省錢為優先考量；最初訂單只有3輛採購了標準的AVIS-1炮塔，剩下的全是拿庫存的FT-17戰車機槍砲塔來頂替，武裝自然也是庫存但仍大量在殖民地操作的舊武裝－霍奇克斯M1914重機槍。面對這種特規版，雷諾用它獨特的方式來回應——怠工拖延交車進度； 在1937年4月至7月9日時，只有編號N° 6693 - 6695這3輛車完工運抵法屬印度支那。因此1937年法國政府更改合約，增購3組AVIS-1炮塔用於ZT-4上；1938年，雷諾將FT-17戰車的37公厘炮版本炮塔移植到AMR35上測試，但沒有得到法國軍方採用。1938年秋季，因應殖民地需求再度增訂31輛使用AVIS-1炮塔的ZT-4，如以一來總訂購量已達到55輛。但這時候雷諾反而受到融資及勞資問題而爆發停工，而法國政府在下定後遇到預算問題，因此ZT-4量產根本沒有動靜。
直到1939年戰雲密布時，軍費及支出問題才告解決，ZT-4恢復緩速生產。1940年2月生產3輛、3月生產9輛、4月15輛、5月13輛，有40輛裝備單人砲塔的型號出廠。而後為因應德國人的入侵，可能有部分車輛更換成25公厘機砲。改造工程則是在前線野戰工廠緊急實施，在5月份至少有7輛車完成應急改造工程。

## 他國的使用

### 中華民國
1930年代中期，中華民國從法國購買了一批AMR33/35，買主不明，可能是滇軍。這批坦克最後編入中央軍裝甲部隊，並參加了緬甸戰役。根據中華民國陸軍裝甲兵三十年畫史中的照片，是一種AMR33/35中一種特異的機砲型。

### 納粹德國
從法軍手中虜獲而來，編號為Pz. VM 601(f)。但是因爲作戰價值不高，所以用於維護佔領區的治安。一部分AMR 33/35在拆除炮塔後，安裝了一門80mm臼砲。

## 腳註/來源
1. 1 2  Bob Carruthers. . Coda Books Ltd. : 90  [2014-03-22]. ISBN 978-1-908538-24-6. （原始内容存档于2014-06-26）.
2. ↑  .   [2014-03-22]. （原始内容存档于2014-03-22）.
3. 1 2  David Miller. . Zenith Imprint. 2000: 64－65  [2014-03-22]. ISBN 978-0-7603-0892-9. （原始内容存档于2014-06-26）.
4. 1 2 3 4 5 6  .   [2014-03-22]. （原始内容存档于2014-03-22）.
5. 1 2  David Miller. . Zenith Imprint. 1 October 2002: 105–  [2014-03-22]. ISBN 978-0-7603-1475-3. （原始内容存档于2014-06-26）.
6. ↑  .   [2014-03-22]. （原始内容存档于2014-02-01）.
7. ↑  抗戰時期國軍機械化/裝甲部隊畫史1929-1945，滕昕雲，ISBN957-30497-6-7 121頁 以照片上來看,似乎是一種AMR33次型的底盤，但很可能是配備AMR35的25mm機砲，非常特殊，找不到相近的型號與照片